# Bote inflable volador

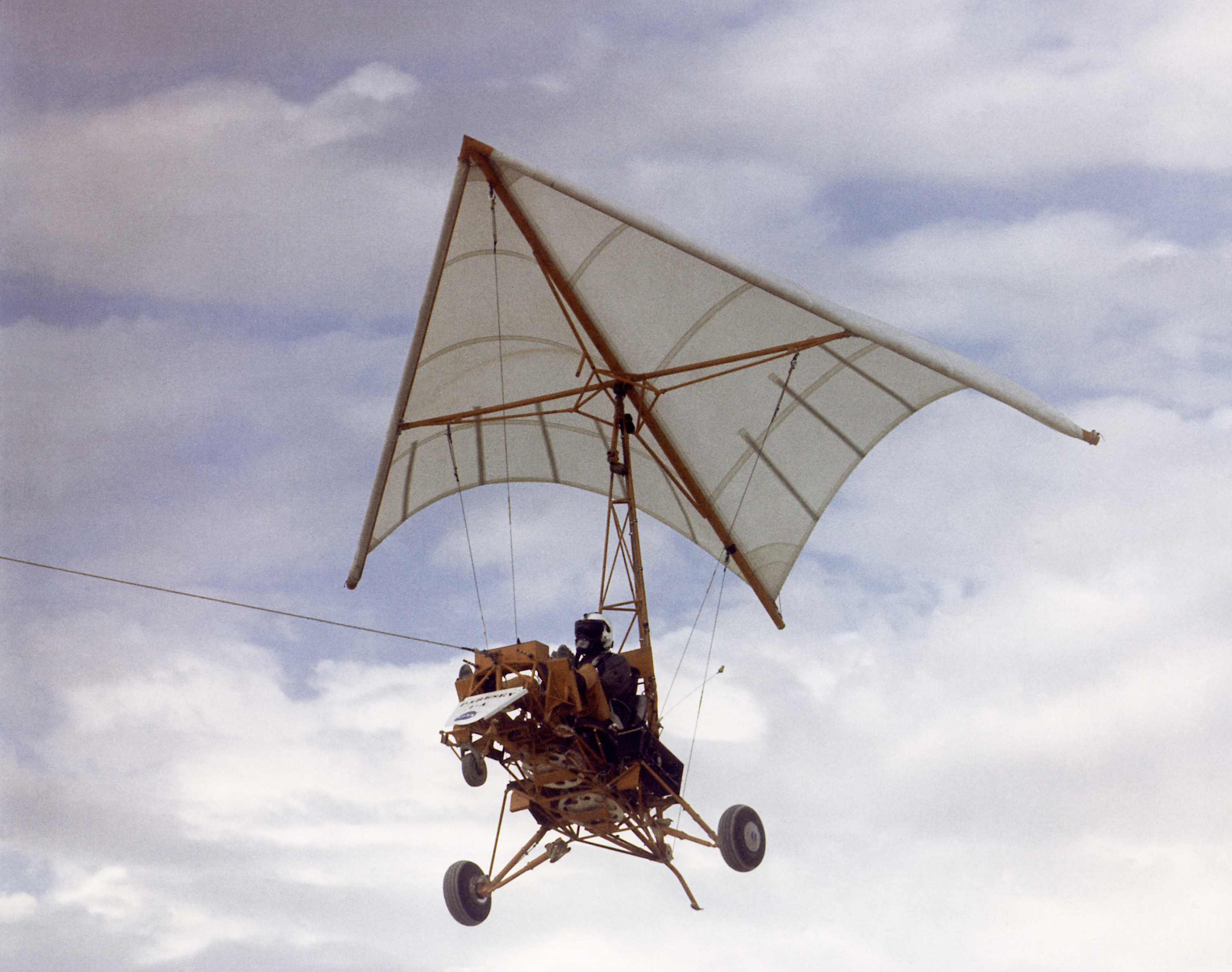
Planeador Paresev de la NASA en vuelo con cable de remolque.

Un bote inflable volador es una embarcación ligera compuesta por una lancha neumática con un ala delta autopropulsada. Estas embarcaciones, llamadas también zodiac, usan tubos de goma inflables para flotabilidad y son muy populares por su facilidad de transporte y almacenamiento, además de su versatilidad en diferentes cuerpos de agua.

## Características

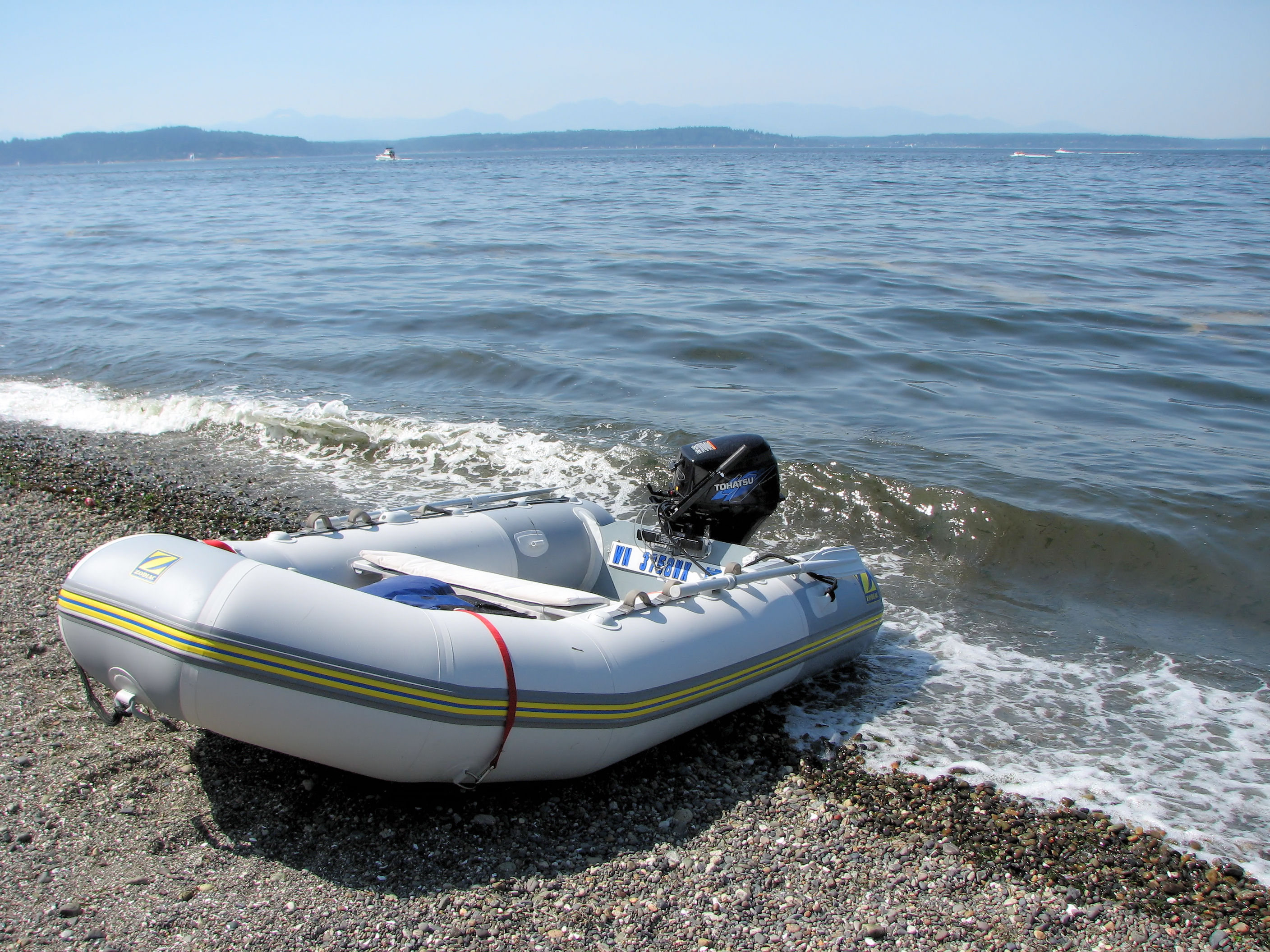
Una lancha de la marca Zodiac en la playa

### Bote inflable
1. Materiales de Construcción: Las embarcaciones neumáticas están hechas de materiales resistentes como PVC o Hypalon, que proporcionan durabilidad y resistencia a las condiciones marinas.
2. Portabilidad: Se pueden desinflar y guardar en bolsas compactas, lo que facilita su transporte y almacenamiento.
3. Usos Comunes: Son utilizadas en una variedad de aplicaciones, desde rescates de emergencia hasta actividades recreativas como pesca y buceo.

### Ala Delta motorizada
La innovación más reciente en el diseño de embarcaciones neumáticas es la incorporación de un ala delta, permitiendo a la embarcación volar. Esta embarcación voladora es capaz de combinar navegación acuática con vuelo, ampliando significativamente sus capacidades y aplicaciones o  como mero entretenimiento.

## Estructura y Funcionamiento
1. Ala Delta: Un ala en forma de delta se adjunta a la embarcación, proporcionando sustentación aerodinámica. El ala es ligera pero resistente, diseñada para soportar las tensiones del vuelo.
2. Propulsión: Equipadas con un motor de hélice que no solo impulsa la embarcación en el agua, sino que también proporciona la fuerza necesaria para el despegue y el vuelo.
3. Sistema de Control: El piloto controla la dirección y altitud mediante un sistema de cables y poleas conectados al ala delta y a la hélice.

## Aplicaciones
1. Rescate y Emergencia: Perfecta para misiones de búsqueda y rescate en áreas inaccesibles por tierra.
2. Exploración y Ciencia: Ideal para exploraciones científicas en regiones remotas y poco exploradas.
3. Deporte y Recreación: Ofrece una emocionante experiencia para los entusiastas de los deportes acuáticos y aéreos.

## Seguridad y Regulaciones
Como cualquier vehículo aéreo y acuático, estas embarcaciones requieren de una formación adecuada para su manejo seguro. Además, deben cumplir con las regulaciones nacionales e internacionales para navegación y aviación.

## Casos Detectados en las Canarias
Recientemente, la Guardia Civil en las Islas Canarias ha detectado varios casos de embarcaciones neumáticas con capacidad de vuelo que no están homologadas en España. Estas embarcaciones, aunque innovadoras, presentan riesgos significativos si no se utilizan correctamente y no cumplen con las normativas de seguridad establecidas.